# 21850 Abshir
21850 Abshir è un asteroide della fascia principale. Scoperto nel 1999, presenta un'orbita caratterizzata da un semiasse maggiore pari a 2,6780908 UA e da un'eccentricità di 0,0270221, inclinata di 2,36490° rispetto all'eclittica.